# جون هوب (خبير أرصاد جوية)
جون هوب (بالإنجليزية: John Hope)‏ هو مذيع طقس أمريكي، ولد في 14 مايو 1919 في بنسيلفانيا في الولايات المتحدة، وتوفي في 13 يونيو 2002 في ماكون في الولايات المتحدة.